# Adolphe Quételet
Lambert Adolphe Jacques Quételet (Gante, então Primeira República Francesa, hoje Bélgica, 22 de fevereiro de 1796 – 17 de fevereiro de 1874), foi um astrônomo, matemático, demógrafo, estatístico e sociólogo do século XIX. O seu rigor metodológico e a sua visão de crime enquanto fenômeno social subordinado a regras que possibilitariam a determinação da propensão ao seu cometimento fizeram dele um dos estatísticos-sociais mais importantes de sua época.

## Biografia
Adolphe  Quételet nasceu em Ghent, cidade belga que à época fazia parte da Primeira República Francesa. Seu pai era François-Augustin-Jacques-Henri Quételet, um francês oriundo da cidade de Ham que, ainda jovem, viajou ao Reino Unido, onde se naturalizou britânico. Lá, conheceu um nobre escocês, do qual se tornou secretário, acompanhando-o em suas viagens ao redor da Europa, até que, finalmente, aos 31, se estabeleceu em Ghent. Foi então que conheceu Françoise Anne Vandervelde, com quem teve nove filhos. Adolphe foi o quinto a nascer, mas não teve muito tempo ao lado do pai, vendo-o morrer quando tinha apenas sete anos de idade.
Adolphe Quételet estudou no liceu de Ghent, onde concluiu seu ensino médio aos 17 anos e onde começou a ensinar matemática aos 19. Formou-se pela Universidade de Ghent, onde obteve o seu doutorado em matemática ainda em 1819. Mudou-se no mesmo ano para Bruxelas, onde passou a trabalhar como professor no Athenaeum.  Empreendeu todos os seus esforços na tentativa de convencer os governantes e empresários belgas a construir um observatório astronômico em Bruxelas, o qual finalmente foi finalizado em 1828.
Em 1820 Quételet tornou-se membro da Academia Real. Passou, então, a dirigir o Observatório Real de Bruxelas. Foi a Paris em 1823, onde estudou astronomia e ganhou ainda mais experiência na área. Todavia, não alongou demais a sua visita, logo voltando para Bruxelas. Buscava não se limitar à Academia, ensinando também ciências nos museus belgas e línguas no Colégio Militar Belga.
Em 1825 Quételet casou-se com uma musicista, filha de um respeitado médico da região. Com ela, teve dois filhos: Ernest, que posteriormente também se transformaria em um importante astrônomo, e uma outra filha, da qual não se tem registros. Nove anos depois, foi eleito secretário perpétuo da Academia Real de Ciências, Letras e Belas Artes da Bélgica.
Quételet publicou, em 1835, a sua principal obra: "Sur l’homme et le developpement de ses facultes, essai d’une physique sociale" (“Do Homem e do Desenvolvimento de suas Faculdades, Testes Físicos de uma construção social”), através da qual lançou a noção de estatística social e o conceito de homem-médio.
Em 1839, Lambert Quételet foi eleito Companheiro da Sociedade Real. Em 1841, tornou-se o primeiro presidente da Comissão Central de Estatística. Em 1850, foi eleito membro estrangeiro da Academia Real de Ciências da Suécia. Como reflexo da sua vontade de integrar os diferentes cientistas estatísticos internacionais ajudou a organizar, em 1853, a Primeira Conferência Internacional de Estatística.
Contudo, em 1855, Quételet sofreu um acidente vascular cerebral, do qual nunca recuperou totalmente. Apesar de ter continuado produzindo, reduziu bastante o seu ritmo, até que, em 17 de fevereiro de 1874, veio a falecer em Bruxelas. Encontra-se enterrado no Cemitério de Bruxelas.
Foi um importantíssimo estatístico-social, cujo trabalho inspirou dezenas de criminalistas, sociólogos e estatísticos pelo mundo. Pode ser considerado um progressista para a sua época, pois, embora estivesse marcado por um positivismo estatístico radical e um preconceituoso determinismo biológico, tinha ideias que muito acrescentaram para o desenvolvimento da criminologia enquanto ciência de aplicação da sociologia e estatística para o entendimento das causalidades do crime. Afinal, foi o primeiro estudioso a aplicar métodos estatísticos para o entendimento de fenômenos sociais.
Quételet não acreditava na ideia de que o crime estaria baseado na “maldade do criminoso”, como era de público entendimento à época. Acreditava, por outro lado, que o crime encontraria a sua explicação em uma série de fatores sociais e situacionais, os quais exerceriam influência sobre aquele a quem ele chamava de “homem-médio”, levando-o ou não a cometer o delito. Através de análises estatísticas e demográficas, Quételet compreendeu que as causalidades do crime poderiam ser encontradas no próprio meio social e situacional e que variariam conforme a fisiologia e biologia dos criminosos. O comportamento criminoso estaria sujeito a padrões genericamente estabelecidos. Dessa forma, atentando-se às regras específicas que regeriam o crime, poderia-se identificar a sua causalidade.
Assim, baseado em seus estudos, Quételet buscava entender o que causaria o crime e em que tipo de situação e de grupo social ele seria mais recorrente, passando, então, a propor alternativas e ideias para que o governo francês pudesse tentar diminuir a criminalidade no país. Para reforçar esse trabalho, inclusive, criou diversos jornais e sociedades de estudiosos, nacionais e internacionais, na busca de convergir os mais diversos profissionais e pontos de vistas para a solução do problema da criminalidade. Mesmo aqueles que o criticam, como Durkheim, reconhecem a sua importância para a sociologia e a criminologia. Seu trabalho causa discussões no campo da criminologia até os dias de hoje, devendo ser atentamente estudado e analisado por aqueles que se propõem a se enveredarem pelos caminhos desse importantíssimo campo do saber.

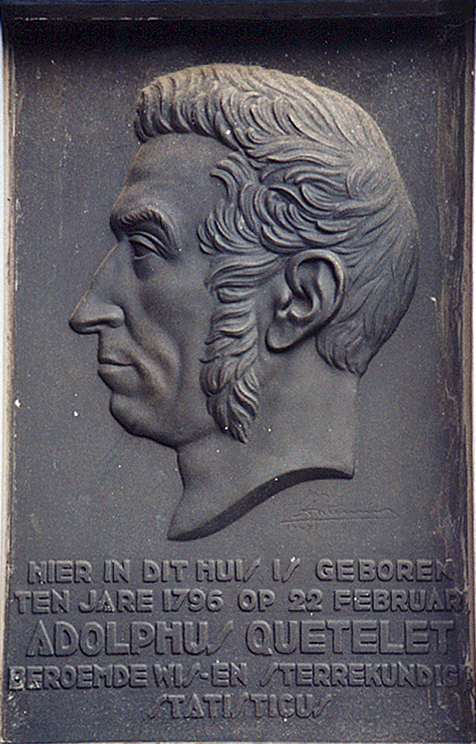
Memorial de Adolphe Quetelet em Ghent

## Contribuições

### Estatística
Em 1823, logo após requerer ao Ministério da Educação a instalação de um observatório em Bruxelas, Quételet foi a Paris para adquirir informações mais avançadas sobre astronomia. Lá manteve contato com diversos cientistas que plantaram as bases para a teoria das probabilidades, como Jean-Baptiste, Joseph Fourier, Pierre Simon Marquis de Laplace
e Siméon Denis Poisson. Ao retornar a Bruxelas ministrou cursos e palestras sobre probabilidade, reunindo as palestras em livro publicado em 1828: Sur le calcul des probabilités.

### Matemática
Apesar das contribuições em diversas áreas do conhecimento, sua área principal era a matemática, tanto que começou a carreira como docente ensinando a matéria. 

### Astronomia
Quételet contribuiu para a expansão do conhecimento astronômico ao peticionar a criação de um observatório astronômico em Bruxelas, em 1823, quando já era professor da instituição. O observatório foi de fato construído e, em 1828, Quetelet foi nomeado o primeiro astrônomo do Observatório Real de Bruxelas. Ministrava palestras sobre esta matéria no Museu de Bruxelas

### Economia
Conceitos desenvolvidos por Quételet em suas obras,
especialmente em “Letters on Probability” (1846) e em “Du système social”
(1848) influenciaram pensadores econômicos, com destaque para Willian Stanley
Jevons (1835-1882) um dos intelectuais expoentes da chamada MediaWiki:Badtitletext.  
Outra importante relação entre Quételet e a Economia é sua estreita ligação com Thomas Malthus, com quem muito se correspondeu e com quem fundou a "Statistical Society of London", juntamente com Charles Babbage, William Whewell e Richard Jones.

### Saúde Pública
Na obra “Sur l'homme et le development de ses facultés”, Quételet propõe um critério para averiguar a proporcionalidade entre massa corporal e altura. Tal critério (massa em kg/altura
em metros elevada ao quadrado), o Índice de massa corporal (I.M.C), é utilizado atualmente pela Organização Mundial da Saúde para aferir a obesidade, fator de risco para diversas doenças, como o diabetes.

### Sociologia
Embora não se possa dizer que Quételet tenha formado uma teoria de funcionamento da sociedade - já que ele chega apenas a conjecturar sobre situações que foram por ele averiguadas estatisticamente -, ao longo de suas obras, especialmente "Sur l´ homme et le dévelopment de sés
facultés", ele pretende conhecer cientificamente a sociedade e as ações dos indivíduos que nela estão inseridos a partir de uma
lógica de uma “física social”: o homem seria condicionado pelo meio onde vive, suas ações estariam relacionadas às expectativas sociais de ação; mais do que isso, o comportamento humano possui causas, e essas causas implicariam em efeitos no comportamento dos indivíduos. 
Existe aqui a convicção de que, assim como podemos descobrir as leis que regem o mundo natural, há leis que regem o comportamento humano, através de pesquisas, conhecimento prático e de um amplo espaço amostral, tais leis poderiam ser descobertas. Ele admite, no entanto, que tais leis não são imutáveis: elas se alteram na medida em que se alterariam as causas do comportamento humano – alterando-se as causas, mudariam também os efeitos.  

### Criminologia
Lambert Quetelet, em suas obras "Sur l'homme et le
developpement de ses facultés, essai d'une physique sociale" e Recherches sur le Penchant au Crime aux Différents Âges (Pesquisa sobre a Propensão de Cometer Crimes em Diferentes Idades), contribuiu consideravelmente para os estudos criminológicos.  
Em seu primeiro livro, publicado em 1835, considerou o homem enquanto parte de uma espécie e, assim, formulou o conceito de homem médio: “a medida de todos os homens”. Para tanto, considerou não apenas a média aritmética de medida e peso dos homens, mas, principalmente, considerou suas dispersões e concluiu que a “curva normal” poderia ser acomodada às médias aritméticas. Assim, desenvolveu o conceito da estatística, analisando pormenorizadamente a teoria da probabilidade – abordando o problema da carência de organização na coleta de dados que pudessem satisfatoriamente demonstrar as características sociais de um povo ou uma nação. Em 1846, propôs a organização de censos. 
Exemplificou seu estudo estatístico do homem médio relacionando-o com a criminalidade, que apresentaria resultados habituais em relação a diferentes países e classes sociais – estudo esse que seria objeto de sua obra “Pesquisa sobre a Propensão de Cometer Crimes em Diferentes Idades”.
Em tal obra, enxerga o crime como produto da organização social, estudando as características que podem influenciar na prática do crime, tais como as estações, o clima, o sexo e a idade. Afirma que para a obtenção de resultados mais autênticos, as circunstâncias em que se encontram os homens devem ser similares, ou seja, igualmente favoráveis.
Ao final da pesquisa, concluiu que (i) a idade é a característica que mais influi na prática do crime – o auge da força física e das paixões do homem encontrar-se-ia na idade dos 25 anos; (ii) as mulheres, provavelmente por sua fraqueza, cometem mais crimes contra a propriedade do que crimes contra a pessoa; (iii) no verão se cometem mais crimes contra a pessoa e menos crimes contra a propriedade; (iv) o clima parece ter influência sobretudo nos crimes contra as pessoas; (v) os profissionais liberais estariam mais envolvidos em crimes contra a pessoa, enquanto as classes trabalhadora e doméstica estariam mais envolvidas em crimes contra o patrimônio.
Para ele, a educação e a pobreza não são significativas no estudo da prática do crime.
Por fim, importante salientar que, para Quételet, a origem do crime reside na sociedade – e não no indivíduo. Ou seja, quem comete o crime é um instrumento que executa o que a sociedade gestou.